# Бікчентаєв Анвер Гадейович
Бікчентаєв Анвер Гадейович (нар. 25 жовтня (7 листопада) 1913 р. в Уфі) — башкирський радянський письменник.

## Творчість
Друкувався з 1933 р. Його збірки «Червоні маки» (1944 р.) і «Новели про радянського солдата» (1946 р.) були присвячені Радянській Армії і подвигам радянських воїнів. Він також був автором повістей «Дочка посла» (1959 р.), «Скільки років тобі, комісаре?» (1965 р.), «Прощавайте, сріблясті дощі...» (1975 р.), романів «Лебеді залишалися на Уралі» (1956 р.) та «Я не обіцяю тобі раю» (1963 р.). Він писав і для дітей. Він був нагороджений Орденом Жовтої Революції, іншими орденами і медалями. Його твори: «Бакенщики не плачуть» (Уфа, 1961 р.); «Великий оркестр» (український переклад, Київ, 1962 р.); «Я не обіцяю тобі раю» (Київ, 1963 р.) були видані. Він був учасником Великої Вітчизняної війни.